# Sobór św. Mikołaja w Białymstoku

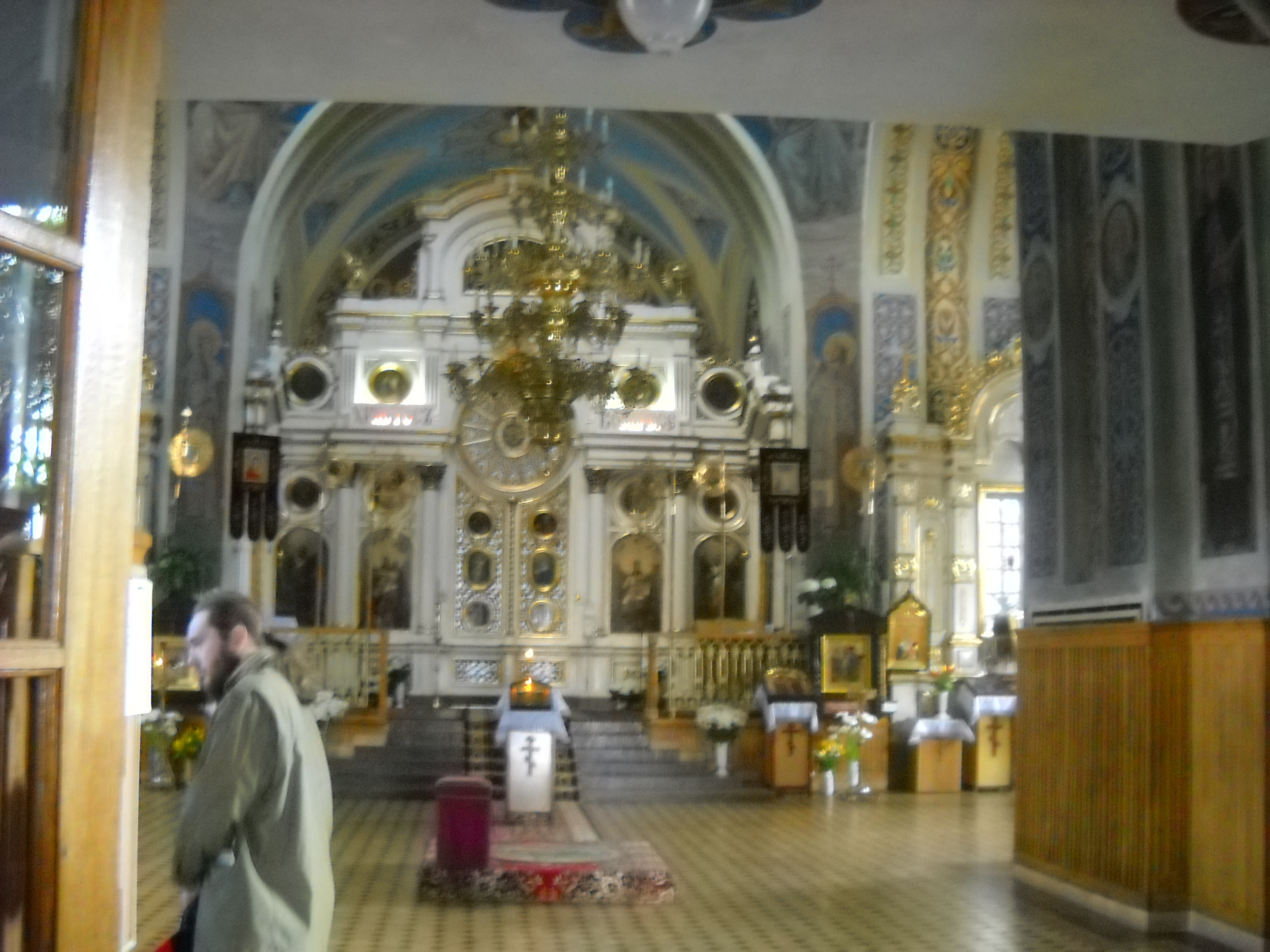
Wnętrze soboru

Sobór św. Mikołaja – katedra prawosławna w Białymstoku, główna świątynia diecezji białostocko-gdańskiej Polskiego Autokefalicznego Kościoła Prawosławnego oraz siedziba białostockiej parafii św. Mikołaja (w dekanacie Białystok).
Obiekt został wzniesiony w latach 1843–1846 na miejscu starszej świątyni unickiej powstałej najprawdopodobniej w I połowie XVIII w. W roku zakończenia prac budowlanych budynek poświęcił metropolita wileński i litewski Józef. Była to największa z prawosławnych świątyń Białegostoku. W dwudziestoleciu międzywojennym jedna z dwóch czynnych cerkwi w mieście. Od 1951 jest katedrą diecezji białostocko-gdańskiej. Od 1992 przechowywane są w niej relikwie św. Gabriela Zabłudowskiego. Budowla reprezentuje styl klasycystyczny, typowy dla architektury cerkiewnej Imperium Rosyjskiego II połowy XVIII w. i pierwszych dekad XIX w.
Sobór mieści się w centrum Białegostoku przy ulicy Lipowej 15. Wpisany do rejestru zabytków 24 stycznia 1957 pod nr A-200.

## Historia

### Pierwsza cerkiew św. Mikołaja
Pierwsza cerkiew św. Mikołaja w Białymstoku, położona w pobliżu dzisiejszego soboru była filią świątyni w Dojlidach. Według niektórych źródeł istniała już w XVI stuleciu. Według innych małżeństwo Jana Klemensa i Katarzyny Barbary Branickich ufundowało unicką cerkiew św. Mikołaja przed 1727 – z tego roku pochodzi dokument (z 9 lutego 1727 roku - najdawniejszy dokument dla cerkwi św. Mikołaja w Białymstoku), w którym Branicki ofiarowywał 25 złotych dla jej proboszcza w intencji zmarłych ze swojej rodziny. Jest to najstarsza wzmianka o funkcjonowaniu świątyni tego obrządku. Prawdopodobnie jednak fundacja cerkwi unickiej nastąpiła jeszcze w końcu XVII w., w latach 1694–1696, w okresie dynamicznego rozwoju miasta. Fundując ją, Stefan Mikołaj Branicki zbudował cerkiew dla nowo napływających do miasta mieszkańców. Za taką hipotezą, przedstawioną przez Przemysława Czyżewskiego, świadczy napis na cerkiewnym antyminsie, który został podpisany przez biskupa Leona Załęskiego w 1708.
Budynek znajdował się przy ówczesnej ulicy Choroskiej, przy Bramie Choroskiej, był drewniany, malowany na żółto i szaro, z czerwonymi kopułami. Z 1748 pochodzi pierwsza informacja o wikarym parafii w Dojlidach, którego obowiązkiem była obsługa cerkwi św. Mikołaja. W 1773 budynek był opisywany w następujący sposób:

drewniana, wapnem tynkowana, dachówką kryta, z trzema kopułami, z krzyżami żelaznymi, gałkami pozłacanymi

W tym samym opisie, stanowiącym część protokołu wizytacyjnego parafii dojlidzkiej, zapisano, że w świątyni znajdowały się trzy ołtarze: główny z obrazem Najświętszej Maryi Panny z dwiema srebrnymi koronami oraz dwa boczne, poświęcone odpowiednio Chrystusowi Zbawicielowi („Spasytelowi”) oraz św. Mikołajowi. Architektonicznie cerkiew była bardzo zbliżona do powstających w tym samym okresie kościołów rzymskokatolickich: miała kwadratowy przedsionek od strony zachodniej, prostokątną nawę i węższe od niej prezbiterium. Miała 14,2 metra długości i 6,2 metra szerokości.

### Pod zaborem rosyjskim
Budowa nowej świątyni miała związek ze wzrostem liczby mieszkańców Białegostoku wskutek rozwoju miejscowego przemysłu oraz ze wzrostem liczby prawosławnych, wynikającym z likwidacji Kościoła unickiego w Imperium Rosyjskim (poza diecezją chełmską) oraz z napływu urzędników rosyjskich. W październiku 1838 wykonanie projektu cerkwi powierzono architektowi eparchialnemu Michajłowowi, brak jednak jednoznacznych dowodów, że to on jest autorem planu budynku. W 1840 zatwierdzony został projekt nowej świątyni. 21 marca 1843 kamień węgielny nowej cerkwi poświęcił przełożony monasteru w Supraślu, archimandryta Nikodem. W latach 1843–1846 obok drewnianej cerkwi wzniesioną nową, zaś po zakończeniu prac starszy budynek rozebrano. Zlikwidowano również cmentarz, który pierwotnie otaczał cerkiew św. Mikołaja, a zachowane nagrobki przeniesiono na wzgórze z kaplicą św. Marii Magdaleny. Łączny koszt budowy wyniósł ponad 36 tys. rubli srebrem, z czego niecałe 3 tys. przekazał skarb państwa. Nowa świątynia od początku swojego istnienia była siedzibą prawosławnej parafii, przejmując funkcje urządzonej w 1830 kaplicy św. Aleksandra Newskiego w pałacu Branickich.
Nową świątynię wzniesiono w stylu klasycystycznym, z elementami nawiązującymi do architektury antyku, jak i do bizantyńskich świątyń krzyżowo-kopułowych. Pracami budowlanymi kierował Dawid Zabłudowski. W 1846 świątynia została oddana do użytku i poświęcona przez metropolitę wileńskiego i litewskiego Józefa, który wcześniej szczególnie wspierał starania na rzecz jej budowy. Została drugą katedrą eparchii wileńskiej i litewskiej, w randze soboru. Do 1850 uzyskała komplet niezbędnego wyposażenia. Według spisu wyposażenia z 1859 na jej dzwonnicy znajdowało się pięć dzwonów, zaś Białostocka Ikona Matki Bożej była obiektem kultu zarówno ludności prawosławnej, jak i katolickiej. Pierwszy remont obiektu miał miejsce w latach 1868–1872. Dwanaście lat później wierni ufundowali wstawienie do świątyni ikony św. Aleksandra Newskiego, co miało upamiętnić koronację cesarza Aleksandra III i jego małżonki Marii Fiodorowny.
25 sierpnia 1897 cerkiew odwiedzili cesarz Mikołaj II i jego małżonka Aleksandra Fiodorowna. Na pamiątkę ich wizyty sobór otrzymał od prywatnych ofiarodawców dary na zakup Ewangeliarza w srebrnej oprawie. Wnętrze soboru od początku jego funkcjonowania zdobiły freski, jednak pierwsza kompozycja, wykonana w latach budowy, uległa zniszczeniu jeszcze przed 1910. W wymienionym roku grupa malarzy rosyjskich pod kierownictwem Michaiła Awiłowa wykonała nową dekorację, wzorując się w swojej pracy na freskach Wiktora Wasniecowa z soboru św. Włodzimierza w Kijowie. W 1910 przeprowadzono także remont cerkiewnego dachu.
W 1900, w związku ze zmianą granic administracyjnych eparchii, cerkiew w Białymstoku znalazła się w eparchii grodzieńskiej. Ponownie została drugą katedrą eparchii. 24 października 1910, po zakończonym remoncie, obiekt został ponownie konsekrowany przez biskupa grodzieńskiego i brzeskiego Michała.

#### Zdjęcia soboru św. Mikołaja z 1910 r.

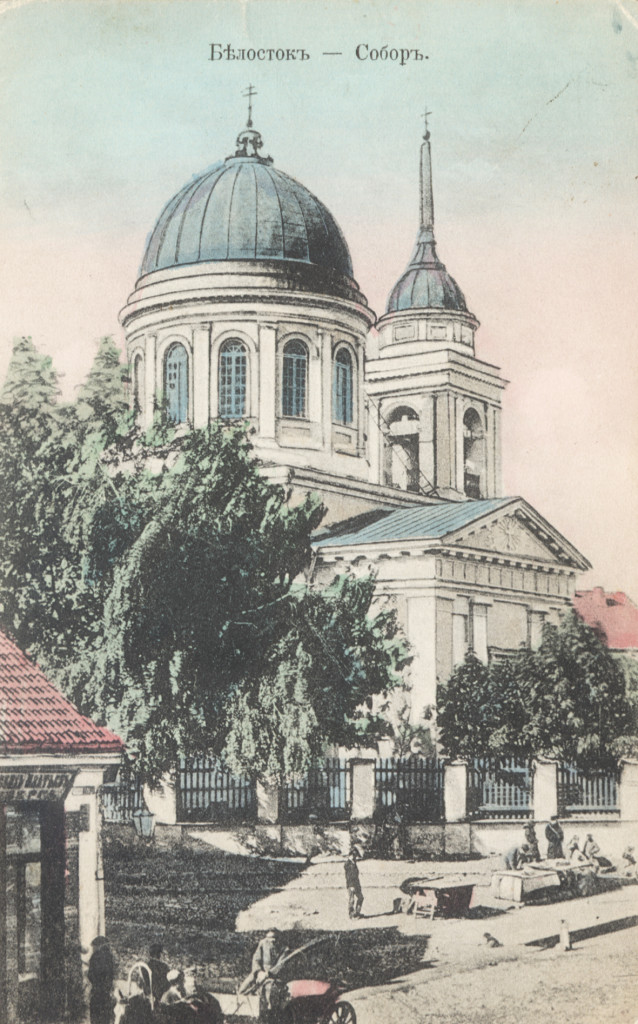
Katedra św. Mikołaja Cudotwórcy w Białymstoku na początku XX w.
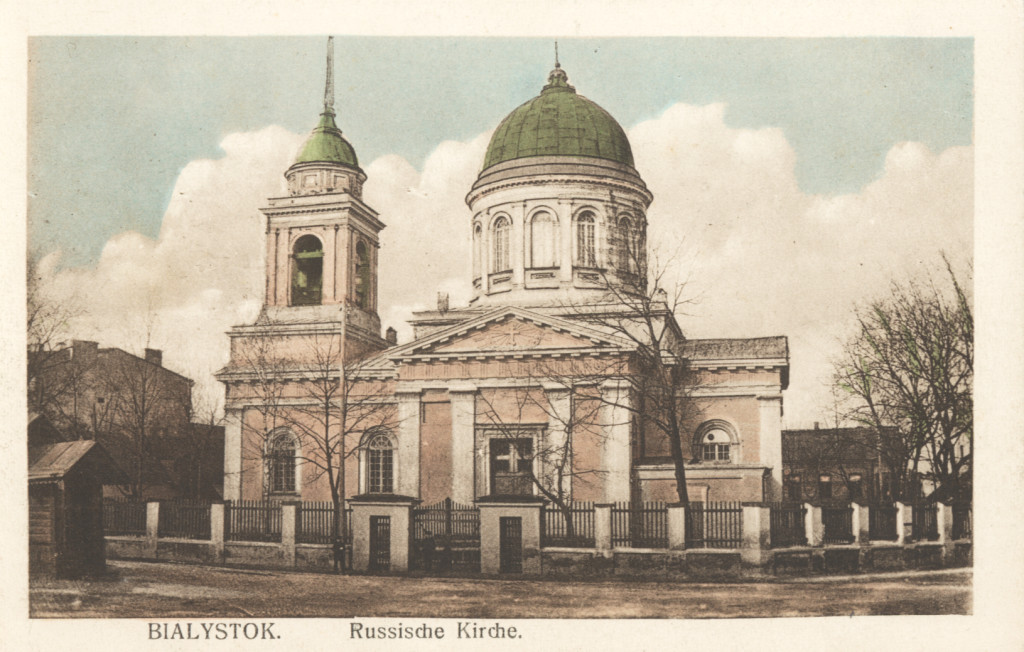
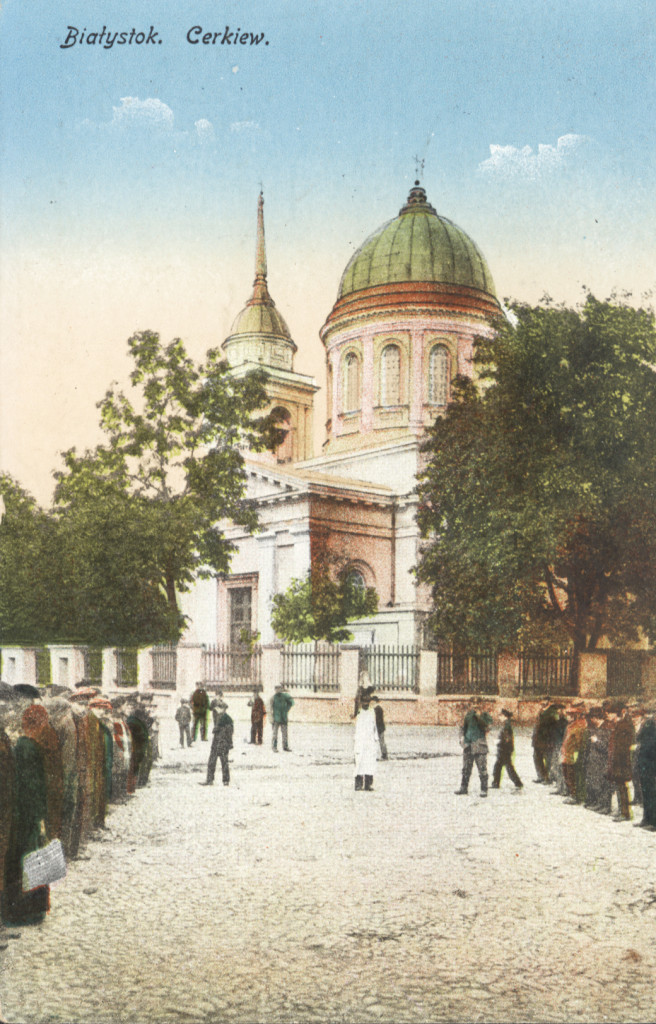
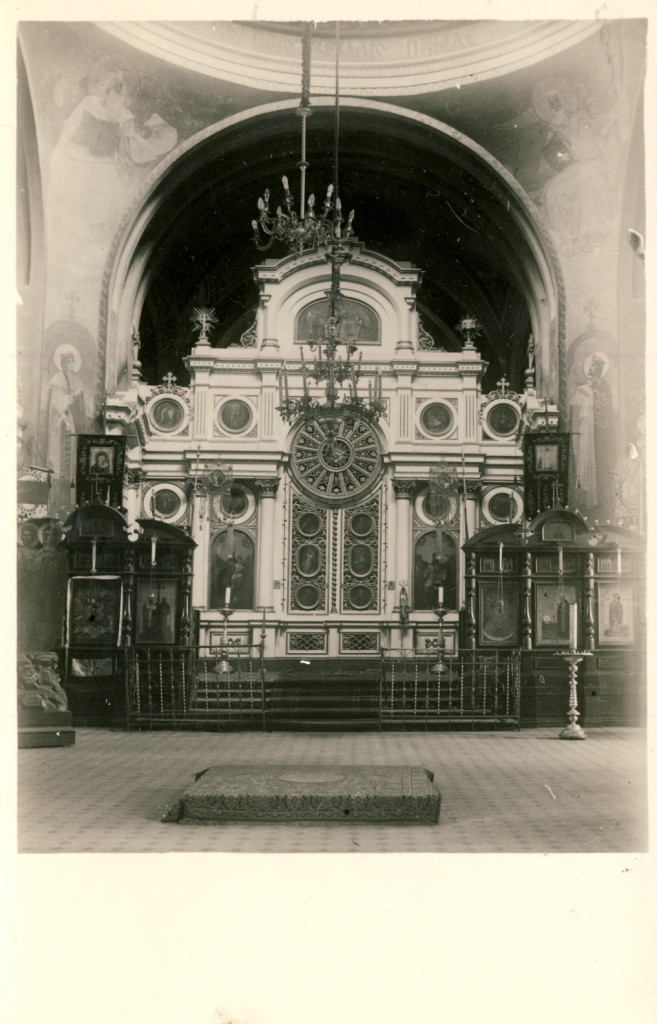
Ikonostas

### W niepodległej Polsce
Po odzyskaniu niepodległości przez Polskę większość prawosławnych obiektów sakralnych w Białymstoku została uznana za symbole polityki rusyfikacyjnej i zrewindykowana na rzecz Kościoła katolickiego.
11 lipca 1936 do Białegostoku przywieziono Poczajowską Ikonę Matki Bożej; w odprawionym przed nią nabożeństwie w cerkwi św. Mikołaja brało udział półtora tysiąca osób. Dwa lata później w obiekcie obchodzono 950. rocznicę chrztu Rusi.
Do 1951 cerkiew św. Mikołaja w Białymstoku była zwykłą świątynią parafialną. 7 września 1951, gdy Sobór Biskupów Polskiego Autokefalicznego Kościoła Prawosławnego erygował diecezję białostocko-gdańską, otrzymała status soboru katedralnego. W latach 1955–1958 obiekt został wyremontowany i zmodernizowany. Odnowiono wówczas ściany zewnętrzne i prezbiterium, zaś w podziemiach soboru urządzono cerkiew św. Serafina z Sarowa. W pierwszych latach po II wojnie światowej UB prowadziło inwigilację duchowieństwa służącego w soborze w ramach sprawy obiektowej o kryptonimie Mikołaj. Od 1975 do 1976 odnawiano ściany wewnętrzne cerkwi. Okazało się wówczas, że odnowienie i zakonserwowanie fresków Awiłowa nie jest możliwe, zdecydowano zatem o ich usunięciu i wykonaniu zupełnie nowej dekoracji malarskiej. Jedynie w prezbiterium zachowano fresk Awiłowa z postacią Chrystusa Zmartwychwstałego. Autorem malowideł, które zastąpiły dzieło malarzy rosyjskich, jest Józef Łotowski. 
W 1987 sobór odwiedził patriarcha konstantynopolitański Dymitr, zaś rok później odbyły się w nim uroczystości tysiąclecia chrztu Rusi pod przewodnictwem metropolity warszawskiego i całej Polski Bazylego. W czerwcu 1991 wizyta w cerkwi stanowiła część programu wizyty papieża Jana Pawła II w Polsce.
W latach 1988–1990 sobór był remontowany po raz kolejny. W czasie tej renowacji wymieniono tynki zewnętrzne budynku, odnowiono i pozłocono kioty oraz ikonostas, pokryto miedzianą blachą dach i kopuły. Od 1991 do 1995 prowadzono z kolei prace nad zagospodarowaniem bezpośredniego otoczenia soboru.
W dniach 21–22 września 1992 w soborze odbywały się uroczystości przeniesienia relikwii św. Gabriela Zabłudowskiego, dotąd przechowywanych w Grodnie i przekazanych Polskiemu Autokefalicznemu Kościołowi Prawosławnemu przez biskupa grodzieńskiego i wołkowyskiego Walentego. W procesji od granic miasta do soboru przeszło 70 tys. wiernych i dziewięciu biskupów prawosławnych, z Polskiego Autokefalicznego Kościoła Prawosławnego oraz z Egzarchatu Białoruskiego, jak również rzymskokatolicki arcybiskup białostocki Edward Kisiel i wojewoda białostocki.
W czerwcu 2010 sobór odwiedził patriarcha jerozolimski Teofil III, 18 sierpnia 2012 – zwierzchnik Rosyjskiego Kościoła Prawosławnego, patriarcha Moskwy i całej Rusi Cyryl I, 21 sierpnia 2016 – patriarcha antiocheński Jan X, w sierpniu 2018 r. – metropolita całej Ameryki i Kanady Tichon, zwierzchnik Kościoła Prawosławnego w Ameryce, a 21–22 września tego samego roku – patriarcha aleksandryjski Teodor II.

## Architektura

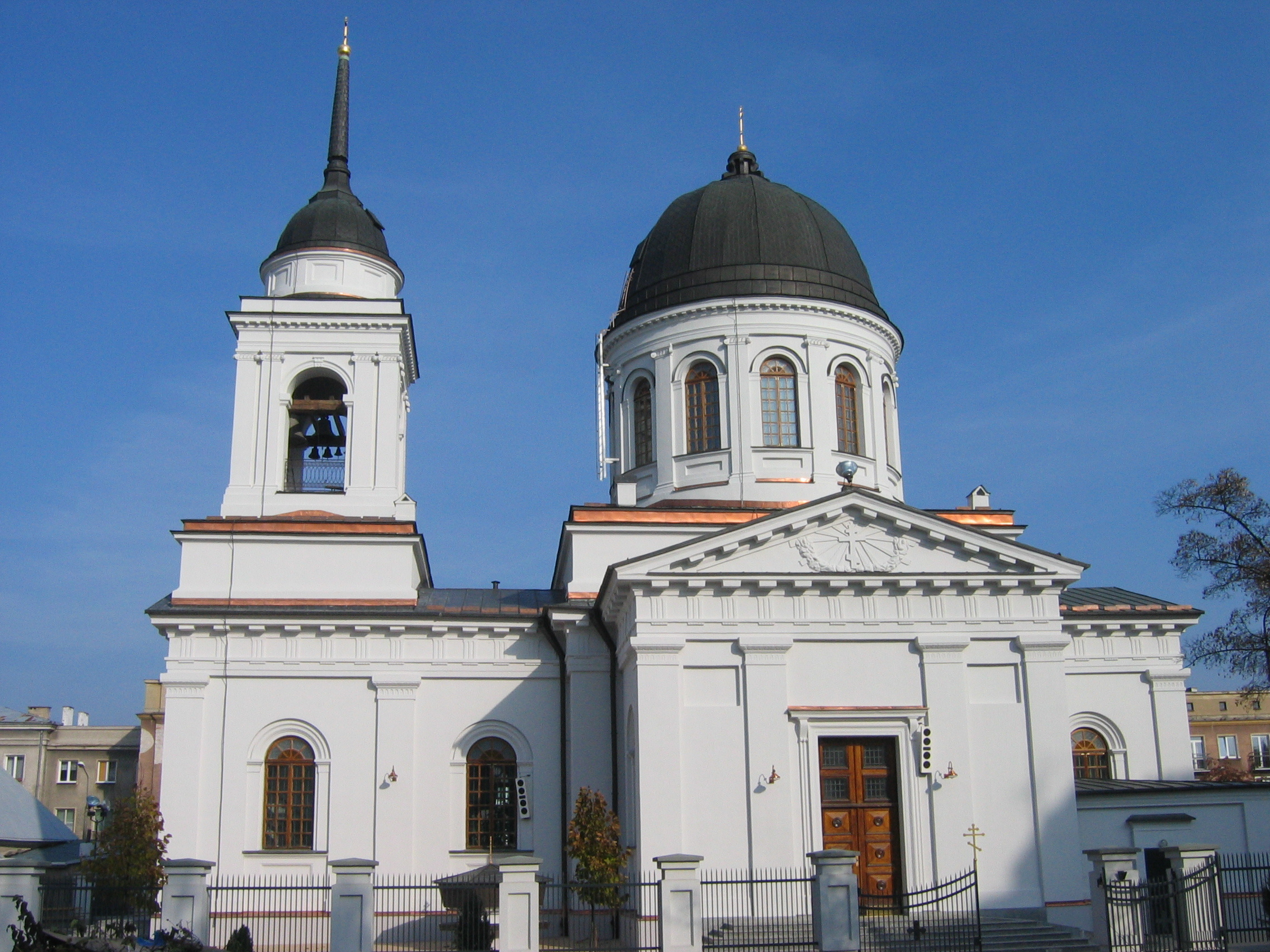
Widok od strony południowej

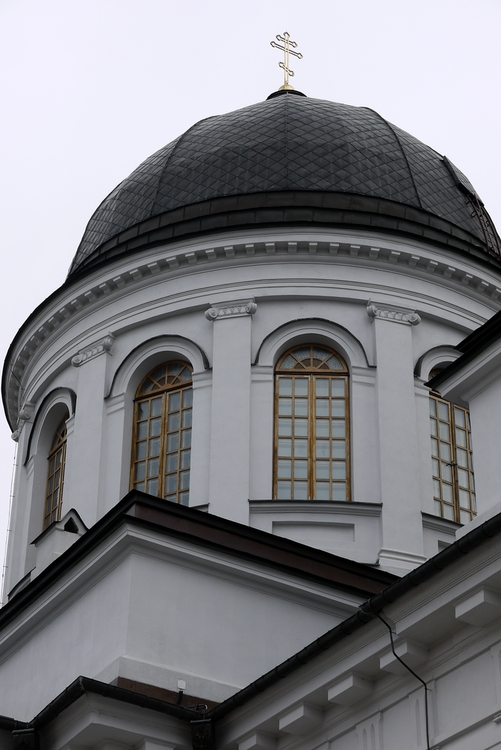
Kopuła

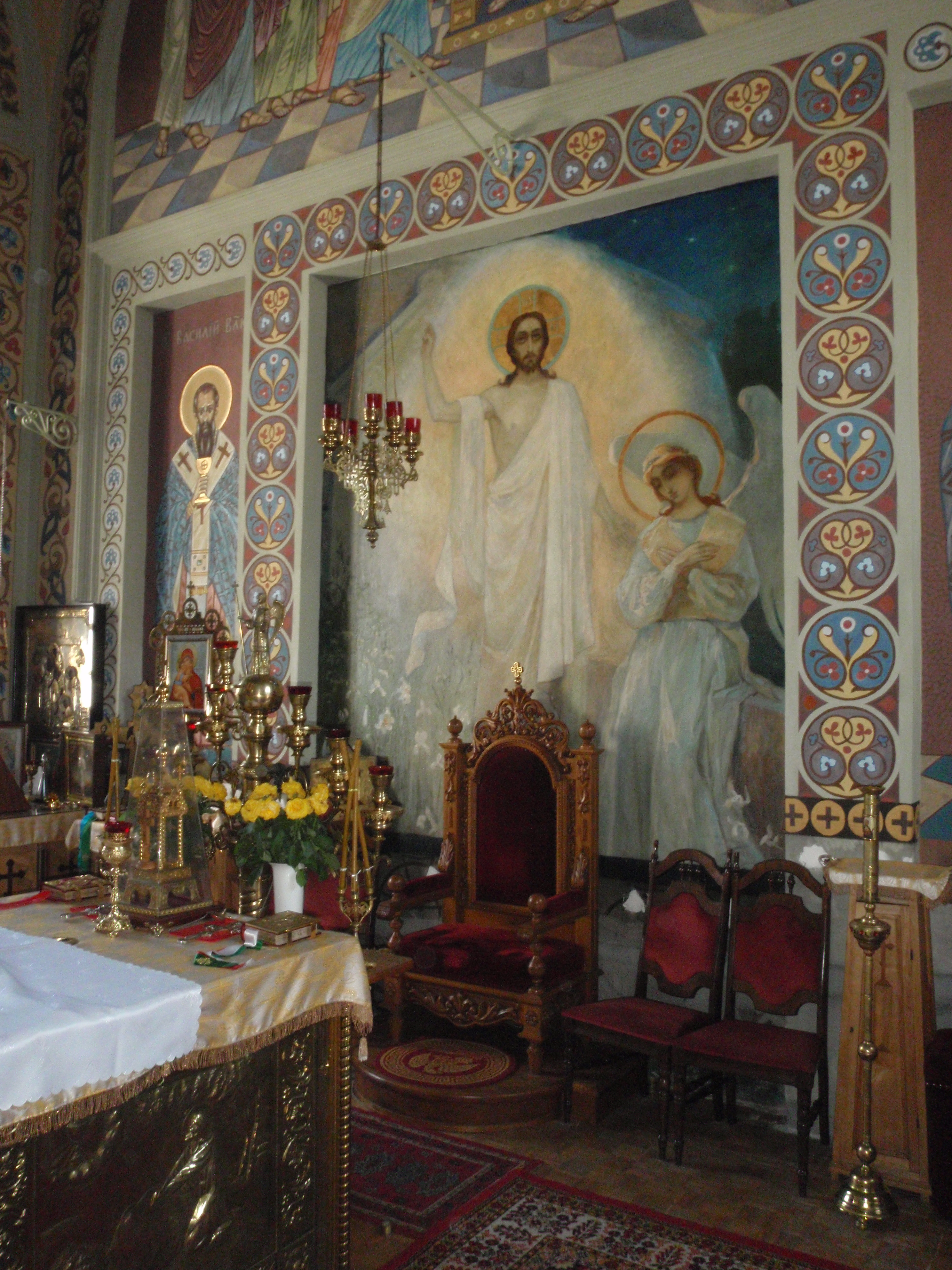
Fresk Awiłowa w pomieszczeniu ołtarzowym soboru

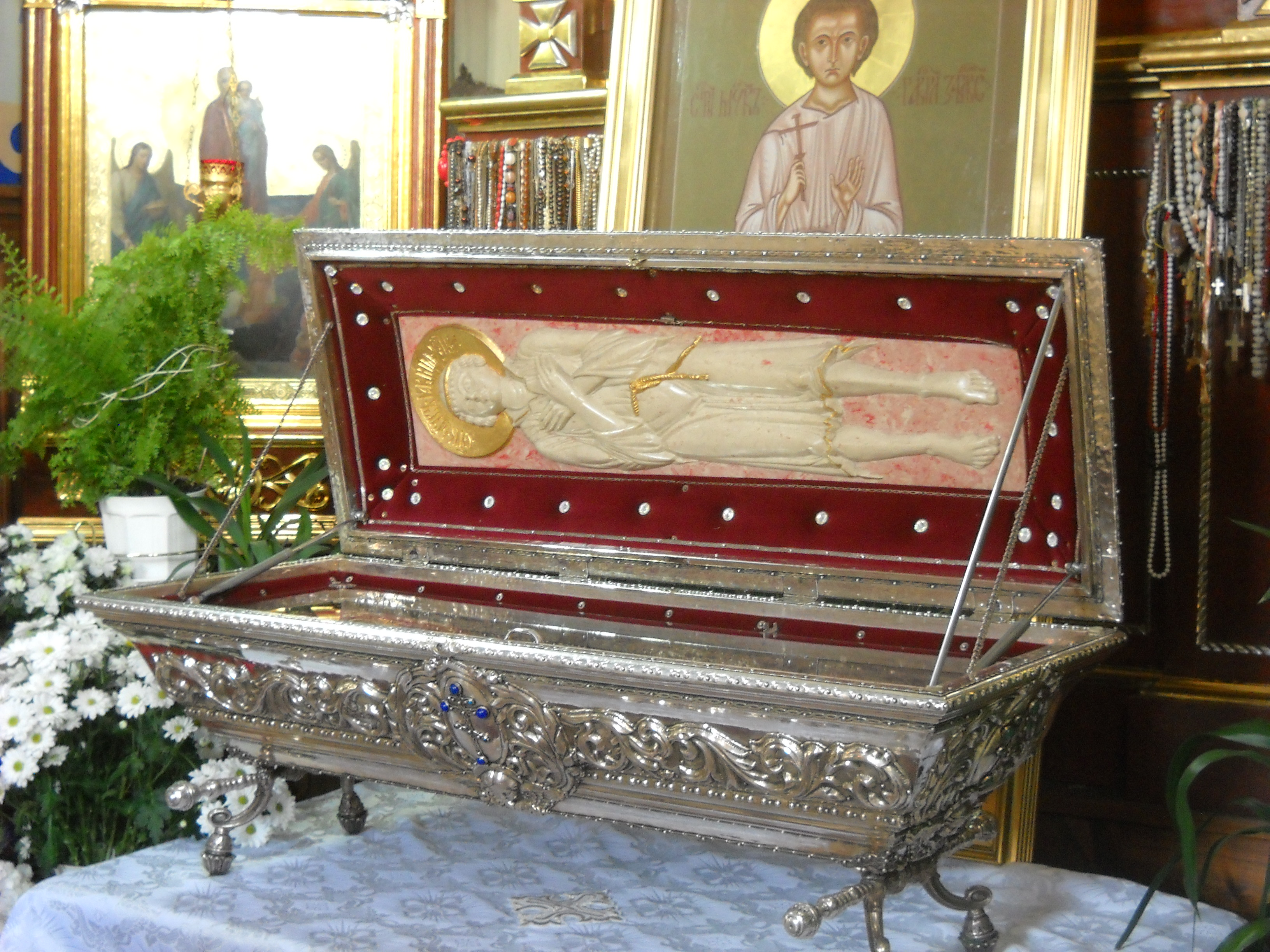
Relikwie św. Gabriela Zabłudowskiego

Sobór został zbudowany w stylu klasycystycznym, na planie krzyża greckiego. Jest konstrukcją typową dla architektury cerkiewnej Imperium Rosyjskiego od połowy XVIII w. do połowy XIX w. Jerzy Uścinowicz porównuje go z soborem monasteru św. Onufrego w Jabłecznej i cerkwią Zaśnięcia Matki Bożej w Zabłudowie oraz wymienia jako inspirację dla trzech obiektów – soboru Przemienienia Pańskiego w Dnieprze, soboru Świętych Piotra i Pawła w Homlu oraz głównej cerkwi monasteru Przemienienia Pańskiego w Nowogrodzie Siewierskim (wszystkie powstały w końcu XVIII lub na początku XIX w.). W drugiej kolejności autor ten wskazuje na podobieństwa architektury soboru białostockiego i powstałych w XVIII stuleciu soborów w Petersburgu, cerkwi w Mazalawie oraz na zbliżoną konstrukcję dzwonnicy w cerkwiach w Suchanowie pod Moskwą oraz na Bronnickiej Górze w Moskwie.
Jest to budowla orientowana, o rozplanowaniu typowym dla bizantyjskich świątyń krzyżowo-kopułowych, z zakrystią przylegającą do części ołtarzowej od południowego wschodu, jednoprzestrzenna z jedną nawą obejmującą trzy ramiona krzyża greckiego oraz pomieszczeniem ołtarzowym, tradycyjnie oddzielonym od przeznaczonej dla wiernych przestrzeni ikonostasem. Ramiona krzyża greckiego kryją sklepienia kolebkowe z lunetami, które łączą się w miejscu skrzyżowania w cztery łuki, przechodzące następnie w żagielki, podtrzymujące bęben, na którym z kolei rozmieszczona jest kopuła.
Na ścianach zewnętrznych cerkwi znajdują się pilastry z kapitelami doryckimi, dekorowane motywami liści. Okna budynku wieńczą łuki pełne. Obiekt posiada jedną centralnie umieszczoną półsferyczną kopułę na wysokim cokole oraz zwieńczoną kopułowym hełmem i iglicą wieżę-dzwonnicę nad przedsionkiem. Usytuowanie i forma dzwonnicy dynamizuje bryłę budynku. Kopuła cerkwi była pierwotnie malowana na niebiesko, zaś dach na czerwono. Do obiektu prowadzą cztery wejścia: główne od strony zachodniej, dwa boczne od północy i od południa oraz wejście do zakrystii. Trzy z nich zwieńczone są symbolem promieniejącego krzyża. Główne wejście zdobi monumentalny portyk. Frontony zdobione płycinami i pilastrami zamykają ramiona krzyża greckiego. Całość otacza gzyms z fryzem doryckim, zaś bęben i dzwonnicę – fryz joński.
Łączna wysokość budynku wynosi 40 metrów.

### Wystrój wnętrza
Ikonostas soboru św. Mikołaja pochodzi z 1846 i jest dziełem szkoły wileńskiej. Jest trzyrzędowy, w całości wykonany z drewna. Po obydwu stronach znajdujących się w nim królewskich wrót widoczne są, zgodnie z zasadami konstruowania ikonostasów, postacie Jezusa Chrystusa Pantokratora (po prawej) i Matki Boskiej (po lewej). Na dwóch wrotach diakońskich znajdują się ikony archaniołów Michała i Gabriela. Carskie wrota przyozdobione są czterema okrągłymi ikonami z postaciami ewangelistów oraz dwoma owalnymi przedstawiającymi sceną Zwiastowania. Dwa wyższe rzędy zawierają po cztery ikony z cyklu dwunastu głównych świąt (cs. dwunadiesiatyje prazdniki). Nad carskimi wrotami w rozecie znajduje się alegoria Ducha Świętego w postaci gołębicy, nad nią zaś wykonana w 1900 kopia Poczajowskiej Ikony Matki Bożej. Całość wieńczy ikona przedstawiająca Ostatnią Wieczerzę.
Oprócz ikon zawartych w ikonostasie w soborze św. Mikołaja znajdują się również inne, pochodzące z różnych okresów. Pośród nich szczególną wartość mają ikony Opieki Matki Bożej w nawie północnej, Chrystusa Pantokratora w nawie południowej, ikona św. Mikołaja (czas powstania nieznany) i kopia ikony Matki Bożej „Wszystkich Strapionych Radość”. Od XVIII w. szczególnym kultem otaczana była w cerkwi św. Mikołaja Białostocka Ikona Matki Bożej, wariant Smoleńskiej Ikony Matki Bożej. Została ona wywieziona do Rosji przez duchownych udających się w 1915 na bieżeństwo; jej dalsze losy nie są znane. Aktualnie (XXI w.) wizerunek ten zastępuje jego wierna kopia powstała po 1945. Ikony powstałe na potrzeby cerkwi w czasie jej budowy napisał moskiewski ikonograf Adrian Małachow.
Wnętrze soboru zdobione jest freskami autorstwa Józefa Łotowskiego, wykonanymi w latach 1975–1976. Przedstawiają one odpowiednio Chrystusa kuszonego na pustyni (na ścianie południowej), Chrystusa modlącego się w ogrodzie Oliwnym (na ścianie północnej), Narodzenie Pańskie i Ukrzyżowanie (nad oknami). Przy drzwiach południowych widoczne są postacie św. Pantelejmona i św. Jerzego Zwycięzcy, natomiast przy północnych wizerunku świętych Katarzyny i Barbary. W zachodniej części nawy głównej, nad oknami umiejscowiono postacie męczenników wileńskich, Hioba Poczajowskiego, Serafina z Sarowa i Sergiusza z Radoneża. Na ścianie północnej, nad oknami, widoczne jest wyobrażenie świętej Zofii z córkami Wierą, Nadzieją i Lubą, św. Onufrego, św. Anny i św. Marii Magdaleny. Na ścianach przedsionka przedstawiono sceny z życia patrona soboru, św. Mikołaja z Miry: ratowanie niesłusznie skazanych oraz dzielenie jałmużny. Nad chórem znajduje się fresk przedstawiający Sąd Ostateczny, poniżej balkonu wizerunku Świętych Cyryla i Metodego. W kopule głównej znajduje się wyobrażenie Deesis – Chrystus Pantokrator w otoczeniu Matki Bożej i św. Jana Chrzciciela. Na dwunastu filarach między oknami w bębnie umieszczono wizerunki apostołów. Na żagielkach przedstawiono postacie czterech ewangelistów, zaś pod nimi, w narożach ścian – świętych równych apostołom Konstantyna, Helenę, Olgę i Włodzimierza. Z dekoracji malarskiej wykonanej na początku XX w. przez Michaiła Awiłowa w soborze pozostał fresk z postacią Chrystusa Zmartwychwstałego w pomieszczeniu ołtarzowym.
Od początku funkcjonowania cerkwi znajdują się w niej trzy piece kaflowe, zaś w 1880 wstawiono ponadto pięć żelaznych.

## Dolna cerkiew
W podziemiach cerkwi znajduje się druga świątynia, której patronem jest św. Serafin z Sarowa, patronujący poprzednio tzw. domowej cerkwi, usytuowanej w dawnym  popruskim budynku przy ulicy św. Mikołaja 4, zwanym popularnie "wagonem”,  jednym z najstarszych domów w centrum Białegostoku (powstałym na cerkiewnej ziemi ok. 1803 r. jako depozytorium Kamery Wojny i Domen, przekazanym parafii przez władze miejskie w 1901 r., rozebranym w 2020 r. - jako budynek nie objęty żadnymi konserwatorskimi zapisami ochronnymi).  Znajduje się w niej ikonostas z początku XX wieku złożony z czterech ikon: Chrystusa, Matki Boskiej, św. Serafina z Sarowa i św. Aleksandra Newskiego. Znajdował się on pierwotnie w cerkwi św. Serafina z Sarowa, funkcjonującej w latach 1902–1918, następnie zmienionej w kościół katolicki. Ściany obiektu dekoruje polichromia wyobrażająca wielkie święta prawosławia.
Adaptacja podziemi soboru (dawnego pomieszczenia gospodarczego pod ołtarzem) na cele kultu miała miejsce w latach 1955–1958. Autorem projektu urządzenia dolnej cerkwi był Michał Bałasz. Od 2005 w dolnej cerkwi w niedzielę odprawiana jest Święta Liturgia w języku polskim, zaś 15 stycznia i 1 sierpnia także molebień do patrona kaplicy. Od 2008 w obiekcie znajduje się ikona św. Serafina z Sarowa z cząsteczką relikwii.
W pobliżu soboru, przy ulicy św. Mikołaja 3 znajduje się dom biskupi, w którym mieści się kaplica pod wezwaniem Świętych Cyryla i Metodego.